# Strawberry Hotel
Strawberry Hotel è l'undicesimo album in studio del gruppo elettronico britannico Underworld, pubblicato il 25 ottobre 2024 attraverso Virgin Music e con l'etichetta della band Smith Hyde Productions. È il primo album in studio del gruppo in cinque anni, dopo l'uscita di Drift Series 1 nel 2019.

## Tracce
1. Black Poppies – 2:52
2. Denver Luna – 8:01
3. Techno Shinkansen – 3:23
4. And the Colour Red – 5:42
5. Sweet Lands Experience – 4:44
6. Lewis in Pomona – 5:38
7. Hilo Sky – 5:04
8. Burst of Laughter – 3:27
9. King of Haarlem – 3:46
10. Ottavia – 5:00
11. Denver Luna (acapella) – 2:27
12. Gene Pool – 9:07
13. Oh Thorn! – 1:59
14. Iron Bones – 4:39
15. Stick Man Test – 2:35